# Man after man
Man After Man: An Anthropology of the future (1990), (en español, El hombre después del hombre: una antropología del futuro) es un libro de ciencia ficción y evolución especulativa de 1990 escrito por el geólogo y paleontólogo escocés Dougal Dixon e ilustrado por Philip Hood. El libro también cuenta con un prólogo de Brian Aldiss. Man After Man explora un camino futuro hipotético de la evolución de los descendientes del Homo sapiens establecido desde 200 años en el futuro hasta 5 millones de años en el futuro, con varias especies humanas futuras evolucionando a través de la ingeniería genética y medios naturales a lo largo del libro.

## Historia y creación del libro
Man After Man es el tercer trabajo de Dixon sobre la evolución especulativa, después de After Man (Después del hombre) (1981), que exploró los animales de un mundo hipotético de 50 millones de años en el futuro, donde la humanidad se había extinguido, y The New Dinosaurs (Los nuevos dinosaurios) (1988), que exploró los animales de un mundo donde el evento de extinción del Cretácico-Paleógeno nunca ocurrió. A diferencia de los dos libros anteriores, que se escribieron como guías de campo y exploraron procesos naturales reales a través de ejemplos y mundos ficticios, el enfoque de Man After Man radica en gran medida en las perspectivas individuales de los futuros individuos humanos de varias especies, centrándose principalmente en cómo perciben el clima cambiante de su alrededor, al que están diseñados específicamente para adaptarse. en 1982 Dixon publico un articulo corto llamado Visions of Man Evolved el cual relata un escenario alternativo en el que el hombre no se extingue y continua su existencia hasta 50 millones de años en el futuro provocando que la Tierra sea un mundo desolado con pocos arboles, plantas y dominado por unas aves grandes además de que los humanos se convierten en unas criaturas pequeñas que trepan arboles, y que usan como alimento algas que modificaron genéticamente, además de que tienen poderes psíquicos.
Aunque las críticas del libro fueron generalmente positivas, criticaron el aspecto científico del libro en mayor medida que en sus predecesores, y encontraron partes del libro poco probables. Al mismo Dougal Dixon no le gusto el libro, refiriéndose a él como un "desastre de proyecto", éste es el único libro de evolución especulativa de Dixon que no aparece en su sitio web. Durante la escritura, el libro había cambiado considerablemente desde su concepto inicial, que en cambio habría involucrado a humanos modernos viajando en el tiempo al mundo futuro de After Man para restablecer la civilización y posteriormente devastar esa biosfera del futuro. Esta idea se reutilizó más tarde en el libro Greenworld de Dixon de 2010, que la aplica a una biosfera extraterrestre ficticia en un planeta similar a la Tierra con el mismo nombre, hasta ahora solo fue publicado en Japón y escrito en japonés.
Antes de comenzar con la historia futura del libro primero nos muestra un breve resumen de lo que paso desde hace 8 millones de años asta el presente en la evolución del hombre, El libro comienza unos 200 años después del Siglo XX con la Tierra contaminada, sobrepoblada y con el medio ambiente destruido. los humanos que abandonan el planeta fueron seleccionados con los mejores genes para viajar al espacio a colonizar otros planetas mientras que los que se quedaron en la Tierra viven una vida precaria y luchan por sobrevivir. Después de que los humanos crearan con la ingeniería genética a los vacuamorfos (Homo caelestis) para ser la mano de obra en las colonias espaciales fuera del planeta y los aquamorfos (Homo aquaticus) para trabajar en turbinas bajo el mar para la producción de energía necesaria para la colonización del espacio, los Hitek (Homo sapien machinatiumentun) empiezan a crear más especies Post-humanas para repoblar los habitabs y nichos dejados por la extinta fauna 300 años en el futuro, estos seres son tan dependientes de la tecnología que necesitan maquinas para mantenerse con vida, lo que los convierte en ciborgs.
En unos 1000 años en el futuro el campo magnético se invierte provocando que esa civilización de los antiguos Hitek (ahora llamados Tic) colapse y los conceptos de tecnología, civilización y hasta la agricultura sean olvidados además de que los humanos se extinguen. de ese momento en adelante los post-humanos evolucionan de forma natural.
Milenios y Millones de años en el futuro, los descendientes del hombre (Los llamados "Gente de la memoria" y los "Sociales") se convierten en criaturas parecidas a animales. Después de 5 millones de años de evolución llegan al Planeta Tierra unos seres que resultan ser los descendientes lejanos de aquellos que abandonaron el planeta, llamados "La Gente de las estrellas" que evolucionaron tanto que ya no ven a la Tierra como su planeta y tampoco ven a los post-humanos nativos como iguales, los post-humanos extraterrestres esclavizan a los post-humanos de la Tierra, los colonizadores con ingeniería genética los convierten en animales de carga, alimentos y los usan para más experimentos incluyendo a unos ciborgs humanoides creados para extraer recursos naturales en ambientes hostiles para sus amos y al final consumen todos los recursos naturales de la Tierra, después abandonan el planeta con la biosfera nuevamente destruida y la atmósfera sin oxigeno, los únicos sobrevivientes además de organismos submarinos son los post-humanos que viven y respiran bajo el agua.